# 1948 en hockey sur glace
Cette page présente les éléments de hockey sur glace de l'année 1948, que ce soit d'un point de vue rencontres internationales ou championnats nationaux. Les grandes dates des différentes compétitions sont données ainsi que les décès de personnalités du hockey mondial.

## Amérique du Nord

### Ligue nationale de hockey
- Les Maple Leafs de Toronto remportent la Coupe Stanley 1948.

## Europe

### Allemagne
- Le SC Riessersee remporte un 6e titre de champion d'Allemagne.

### Finlande
- Le Tarmo Hämeenlinna est champion de Finlande[1].

### France
- 1re série : le championnat de France envisagé entre le Racing et Chamonix n'est pas disputé[2].
- 2e série : remporté par le CO Billancourt

### Hongrie
- Le MTK Budapest est champion de Hongrie[3].

### Pologne
- Le Cracovia Kraków est champion de Pologne, titre contesté car attribué par la fédération bien que le championnat ne puisse être terminé[4].

### Suède
- L'IK Göta est champion de Suède une neuvième fois[5].

### Suisse
- 11e titre de champion de Suisse pour le HC Davos[6].

### Tchécoslovaquie
Le LTC Prague remporte son 11e titre de champion de Tchécoslovaquie.

### URSS
Le CDKA Moscou remporte son 1er titre de champion.

## International

### Jeux Olympiques
- 30 janvier : début du tournoi 1948 de Saint-Moritz, annulé dans un premier temps par le CIO, mais organisé malgré tout par le Comité Suisse.
- 8 février : le Canada, à égalité de point avec la Tchécoslovaquie, remporte l'or, grâce à un meilleur goal average[9].

## Autres Évènements

### Fondations de club
- EHC Straubing Tigers (Allemagne)
- SaiPa Lappeenranta (Finlande)
- Traktor Tcheliabinsk (Russie)
- Ankara Üniversitesi Spor Kulübü (Turquie)
- Broncos Sterzing (Italie)
- Budapesti Vörös Meteor (BVM) (Hongrie)
- CSKA-Hockey Sofia (Bulgarie)
- Dinamo Bucarest (Roumanie)
- EC Hanovre (Allemagne)
- EHC Schwarzenburg (Suisse)
- EV Landshut "La Cannibals" (Allemagne)
- HC Dukla Prag (République tchèque)
- HC Vrchlabi (République tchèque)
- IF Troja-Ljungby (Suède)
- Ijorets Saint-Pétersbourg (Russie)
- Kosken Pojaot "KoPo"  (Finlande)
- Kristall Saratov (Russie)
- Metchel Tcheliabinsk (Russie)
- Molot Prikamie Perm (Russie)
- Rönnängs IK (Suède)
- SV Apfeldorf (Allemagne)
- Wiener EG (Autriche)

### Naissances
- 18 octobre : Steve Atkinson